# Тенгеський сільський округ
Тенге́ський сільський округ (каз. Теңге ауылдық округі, рос. Тенгеский сельский округ) — адміністративна одиниця у складі Жанаозенської міської адміністрації Мангистауської області Казахстану. Адміністративний центр та єдиний населений пункт — село Тенге.
Населення — 15894 особи (2021; 16688 у 2009, 11080 у 1999, 4572 у 1989).
Станом на 1989 рік існувала Тенгеська селищна рада (смт Тенге), з 1993 року — Тенгеська селищна адміністрація, з 2007 року — Тенгеський сільський округ.